# Liferay
Liferay Portal — программный продукт, представляющий собой корпоративный портал, то есть решение, предназначенное для централизованного доступа к нескольким различным корпоративным приложениям в одном месте. Liferay иногда описывается как система управления содержимым (CMS) или платформу для веб-приложений. Написан на языке Java и распространяется под двумя видами лицензий, свободной и проприетарной, используя бизнес-модель двойного лицензирования.
Liferay Portal позволяет пользователям настроить общий доступ к разным приложениям через один-единственный сайт. Это реализуется с помощью функциональных модулей, называемых портлетами .  Liferay поддерживает разработку портлетов на нескольких языках программирования, включая Ruby и PHP .
Хотя Liferay предлагает сложный программный интерфейс для разработчиков, но для его установки и базового администрирования навыки программирования не требуются. Liferay Portal разработан на Java и работает на любой вычислительной платформе в среде Java Runtime Environment и сервере приложений. Liferay доступен в комплекте с сервером приложений Apache Tomcat .